# Булова Валентина Павлівна
Валентина (Віра) Павлівна Булова (нар. 23 березня 1941, селище Копцевичі, тепер Петриковського району Гомельської області, Білорусь — 18 травня 2005, місто Барановичі Брестської області, Білорусь) — радянська державна діячка, новатор виробництва, прядильниця Барановицького виробничого бавовняного об'єднання імені Ленінського Комсомолу Білорусі Брестської області. Депутат і заступник голови Верховної Ради Білоруської РСР 10-го скликання. Депутат Верховної Ради СРСР 9-го скликання. Член Центральної Ревізійної Комісії КПРС у 1976—1981 роках. Герой Соціалістичної Праці (2.07.1984).

## Життєпис
У 1959—1963 роках — робітниця-сушильниця Копцевицького овочесушильного заводу Гомельської області.
У 1963—1964 роках — учениця-прядильниця Івановської текстильної фабрики «Красная Талка».
У 1964 році переїхала на постійне місце проживання до місто Барановичі Брестської області.
З лютого 1964 року — прядильниця Барановицького бавовняного комбінату (потім — виробничого бавовняного об'єднання імені Ленінського Комсомолу Білорусі) Брестської області.
Член КПРС з 1964 року.
У 1974 році закінчила заочно Кінешемський економічний технікум Івановської області.
Наприкінці 1970-х років визнана кращою прядильницею СРСР, була переможницею у Всесоюзному соціалістичному змаганні.
Указом Президії Верховної Ради СРСР від 2 липня 1984 року за досягнення визначних успіхів у підвищенні продуктивності праці, дострокове виконання завдань одинадцятої п'ятирічки і прийнятих соціалістичних зобов'язань, великий творчий внесок у виробництво товарів народного споживання і поліпшення їх якості Буловій Валентині Павлівні присвоєно звання Героя Соціалістичної Праці з врученням ордена Леніна і золотої медалі «Серп і Молот».
Надалі працювала економістом планово-економічного відділу, бригадиром ділянки пакування Барановицького виробничого бавовняного об'єднання імені Ленінського Комсомолу Білорусі Брестської області.
З 1996 року — на пенсії в місті Барановичі Брестської області. Померла 18 травня 2005 року.

## Нагороди і звання
- Герой Соціалістичної Праці (2.07.1984)
- два ордени Леніна (12.05.1977; 2.07.1984)
- орден Трудового Червоного Прапора (20.02.1974)
- медалі
- Державна премія СРСР (5.11.1975)
- Почесна грамота Президії Верховної ради Білоруської РСР (28.03.1978)
- Заслужений наставник працюючої молоді Білоруської РСР (1978)